# 기기괴계 어드밴스
《기기괴계 어드밴스》는 알트론이 제작한 2001년 진행형 슈팅 게임이다. 《기기괴계》 시리즈 작품으로 게임보이 어드밴스 플랫폼을 개발돼 일본서 2001년 10월 5일 처음 출시됐다. 영어판 제목은 《포키 & 록키 윗 베키》이다.
1986년작 《기기괴계》에 게임플레이를 기반했으며 사요, 마누케와 미키 중 한 명을 택해 스테이지를 돌파하는 것이 목표이다.

## 반응
《기기괴계 어드밴스》는 출시 당시 복합적인 평가를 받았다.

## 참조

### 주해
1. ↑  일본어: 奇々怪界あどばんす
2. ↑  영어: Pocky & Rocky with Becky